# Grundtvigs Kirke
Grundtvigs Kirke je luterský kostel v Kodani (distrikt Bispebjerg), postavený v roce 1940 architektem Pederem Vilhelmem Jensenem-Klintem (1853-1930). Jde o jeden z mála příkladů expresionistické sakrální architektury.

## Stavba
Peder Vilhelm Jensen-Klint se při návrhu kostela snažil zkombinovat typické prvky dánských vesnických kostelů (primárním stavebním materiálem jsou žluté cihly), gotických katedrál (dispozice interiéru, absence ornamentálních prvků) a expresionistické architektury.
Základní kámen byl položen v roce 1921, chrám byl dokončen v roce 1940 (od roku 1930 stavbu vedl architektův syn Kaare). Jensen-Klint navrhl i několik okolních staveb (dánsky se tato skupina budov označuje jako På Bjerget), v nichž se nachází farní budovy i bytové prostory; všechny jsou v podobném architektonickém stylu, aby se kostel nacházel v harmonickém prostředí.
Věž je vysoká 49 metrů, stavba je dlouhá 76 a široká 35 metrů, kapacita chrámu je 1440 míst. Stavbou se inspiroval architekt Guðjón Samúelsson při stavbě slavného reykjavíckého chrámu Hallgrímskirkja.

## Využití
Chrám je věnován památce dánského spisovatele a filosofa N. F. S. Grundtviga, jednoho z nejvýznamnějších představitelů dánské kultury. Využívá ho luteránská církev, je celoročně přístupný veřejnosti, pravidelně se v něm pořádají koncerty (v chrámu se nachází největší varhany ve Skandinávii od firmy Marcussen). Díky svému značně neobvyklému vzhledu patří k nejznámějším církevním stavbám v Kodani.